# Liouville-Gleichung
Die Liouville-Gleichung, nach Joseph Liouville, ist eine Differentialgleichung für die zeitliche Entwicklung von Ensembles physikalischer Systeme. Die Gleichung gehört in den Bereich der klassischen statistischen Mechanik, es gibt aber auch ein Analogon in der Quantenmechanik. Die Gleichung der Quantenmechanik ist die Von-Neumann-Gleichung.
Die Liouville-Gleichung der klassischen statistischen Mechanik ist eng verwandt mit dem Satz von Liouville und daraus herleitbar.

## Liouville-Gleichung der klassischen statistischen Mechanik
In der statistischen Physik beschreibt man ein Ensemble von Instanzen eines physikalischen Systems durch die Wahrscheinlichkeitsdichte {\displaystyle \rho \left(q_{i},p_{i},t\right)} der Systempunkte der System-Instanzen im Phasenraum (Phasenraumdichte). Hierbei steht {\displaystyle t} für die Zeit, und {\displaystyle q_{i}} und {\displaystyle p_{i}} sind die {\displaystyle N} kanonischen Koordinaten und Impulse des Systems. Die Liouville-Gleichung
{\displaystyle {\frac {\partial \rho }{\partial t}}=-\sum _{i=1}^{N}\left({\frac {\partial \rho }{\partial q_{i}}}{\dot {q}}_{i}+{\frac {\partial \rho }{\partial p_{i}}}{\dot {p}}_{i}\right)}
liefert die Änderung der Wahrscheinlichkeitsdichte an einer gegebenen Stelle im Phasenraum als Funktion der Zeit. Da der Fluss der Systempunkte im Phasenraum entsprechend den hamiltonschen Bewegungsgleichungen durch das Vektorfeld {\displaystyle \left({\dot {q}}_{i},{\dot {p}}_{i}\right)=\left(\partial H/\partial p_{i},-\partial H/\partial q_{i}\right)} gegeben ist, schreibt man die Liouville-Gleichung gewöhnlich in der Form
{\displaystyle {\frac {\partial \rho }{\partial t}}=-\sum _{i=1}^{N}\left({\frac {\partial \rho }{\partial q_{i}}}{\frac {\partial H}{\partial p_{i}}}-{\frac {\partial \rho }{\partial p_{i}}}{\frac {\partial H}{\partial q_{i}}}\right)=\left\{H,\rho \right\}.}
Die geschweifte Klammer {\displaystyle \{.,.\}} ist dabei eine Poisson-Klammer, {\displaystyle H} ist die Hamilton-Funktion des Systems.
Bei Einführung des Liouvilleoperators
{\displaystyle L=\sum _{i=1}^{n}\left[{\frac {\partial H}{\partial p_{i}}}{\frac {\partial }{\partial q_{i}}}-{\frac {\partial H}{\partial q_{i}}}{\frac {\partial }{\partial p_{i}}}\right]=\{\cdot ,H\}}
ergibt sich eine dritte Schreibweise
{\displaystyle {\frac {\partial \rho }{\partial t}}=-{L}\rho }.

### Herleitung aus dem Satz von Liouville
Der Satz von Liouville besagt, dass das Volumen einer beliebigen Phasenraumzelle im Verlauf der Zeit konstant ist, d. h. der Fluss durch den Phasenraum ist volumen- und sogar orientierungserhaltend. Die Liouville-Gleichung gilt genau dann, wenn die totale Ableitung der Wahrscheinlichkeitsdichte nach der Zeit verschwindet,
{\displaystyle {\frac {\mathrm {d} \rho }{\mathrm {d} t}}={\frac {\partial \rho }{\partial t}}+\sum _{i=1}^{N}\left({\frac {\partial \rho }{\partial q_{i}}}{\dot {q}}_{i}+{\frac {\partial \rho }{\partial p_{i}}}{\dot {p}}_{i}\right)=0,}
d. h. wenn die Wahrscheinlichkeitsdichte {\displaystyle \rho } entlang einer Phasenraumtrajektorie konstant ist. Es ist aber die Zahl der Systempunkte, welche im Phasenraum eine sich bewegende Zelle definieren, konstant. Die totale Ableitung {\displaystyle \mathrm {d} \rho /\mathrm {d} t} verschwindet daher genau dann, wenn auch das Volumen der Zelle konstant ist.

## Quantenmechanische Gleichung
Die quantenmechanische Form der Liouville-Gleichung wird auch Von-Neumann-Gleichung genannt:
{\displaystyle {\frac {\partial \rho }{\partial t}}={\frac {\mathrm {i} }{\hbar }}[\rho ,H]}.
Hier bezeichnet
- {\displaystyle \mathrm {i} } die imaginäre Einheit
- {\displaystyle \hbar } die reduzierte Planck-Konstante
- {\displaystyle \rho } die Dichtematrix
- {\displaystyle H} den Hamilton-Operator
- die eckigen Klammern den Kommutator.

Wie im Fall der klassischen Mechanik kann man formal einen Liouville-Operator {\displaystyle L} einführen, definiert durch seine Wirkung auf einen Operator {\displaystyle A}:
{\displaystyle LA={\frac {\mathrm {i} }{\hbar }}[A,H]}
Damit schreibt sich die Von-Neumann-Gleichung:
{\displaystyle {\frac {\partial \rho }{\partial t}}=L\rho }
Mit Hilfe des Wigner-Bildes kann im semiklassischen Grenzfall eine direkte Beziehung zwischen dem Hamilton-Operator und der klassischen Poisson-Klammer hergeleitet werden:
{\displaystyle \lim \limits _{\hbar \rightarrow 0}~{\frac {\mathrm {i} }{\hbar }}[{\hat {A}},{\hat {B}}]=\{{A}_{w},{B}_{w}\}}